# 劉休倩
临庆冲王劉休倩（446年—454年6月8日），名不詳，字休倩，以字行，宋文帝劉义隆第十六子，母為顏美人。宋孝武帝孝建元年四月癸巳（454年6月8日），劉休倩病危，于是被封为东平王，食邑二千户，未正式册封，即去世，年九岁，谥冲。

## 後事
大明七年九月丙申（463年10月22日），宋孝武帝封第二十七子劉子嗣为东平王，出继刘休倩。宋明帝泰始二年（466年），因刘休倩母顏美人严酷，刘子嗣母谢昭容请求让儿子归宗。劉彧同意刘子嗣归宗，旋即将劉子嗣赐死，国绝。
泰始六年六月己亥（470年7月20日），劉彧封第五子劉智井为东平王，出继劉休倩，不久即夭折。同年九月癸未（470年11月1日），劉彧封第八子劉躋为临庆王，出继劉休倩，追改劉休倩为临庆冲王。不久，劉躋返还，劉休倩绝嗣。